# Ingeborg Magnusdotter a Suediei
Ingeborg Magnusdotter a Suediei (n. 1277, Suedia – d. 5 aprilie sau 15 august 1319), a fost regină consort a Danemarcei, fiica regelui Magnus al III-lea al Suediei și soția regelui Eric al VI-lea al Danemarcei.

## Biografie
Ingeborg a fost fiica ceea mare a regelui Magnus al III-lea al Suediei și a reginei Helwig de Holstein. În 1288, la 11 ani, s-a logodit cu regele Eric al VI-lea al Danemarcei, iar căsătoria a avut loc la Helsingborg  în 1296 și a fost rezultatul unei alianțe politice. După doi ani, fratele ei, regele Birger al Suediei, s-a căsătorit cu sora soțului ei, Prințesa Marta a Danemarcei. Dispensia necesară pentru căsătorie nu a fost obținută până în 1297 din cauza conflictului dintre soțul ei și arhiepiscopul Jens Grand.
Regina Ingeborg a fost descrisă ca fiind frumoasă și delicată. Nu se crede că a jucat vreun rol politic. A avut opt fii care au murit în copilărie și șase pierderi de sarcină deși sursele diferă între opt și paisprezece copii. Ea și soțul ei au fost aliați ai fratelui ei, regele Birger, în timpul conflictului pentru tronul Suediei. Ei l-au primit pe fiul lor în 1306 și mai târziu chiar pe Birger și Marta ca refugiați în 1318.
În 1318, regina Ingeborg a născut un fiu care a trăit: ea și-a arătat fiul poporului din trăsură, însă el a căzut din brațele ei, și-a rupt gâtul și a murit. După acest eveniment, Ingeborg a intrat în mănăstirea Sf. Clare din Roskilde din cauza supărării. Potrivit unei legende a fost forțată să plece la mănăstire de către soțul ei, care a acuzat-o de moartea fiului lor. Conform unei alte surse a plecat la mînîstire din cauza supărării produse de moarte fraților ei, Erik Magnusson și Valdemar Magnusson. În 1319, ea a prezis moartea ei însăși, a soțului ei și a arhiepiscopului. Curând ea a murit și a fost urmată de soțul ei.
1. 1 2 3  The Peerage